# Euchloe crameri
Euchloe crameri, blanquiverdosa moteada, es una especie de mariposa, de la familia Pieridae, que fue descrita originalmente por Butler en 1869. Durante mucho tiempo se consideró como subespecie de Euchloe ausonia (Hübner, 1804), aunque desde 1990 se consideran especies diferentes.

## Descripción
Alas anteriores y posteriores de color blanco nacarado en su anverso, con ápice negro, moteado de blanco. Reverso de las anteriores muy similar, aunque la mancha de ápice es verdosa; en las posteriores, predomina el color verdoso, con manchas blancas. La hembra es de mayor tamaño, con un color más verdoso, consecuencia de la superposición de escamas negras y amarillas.

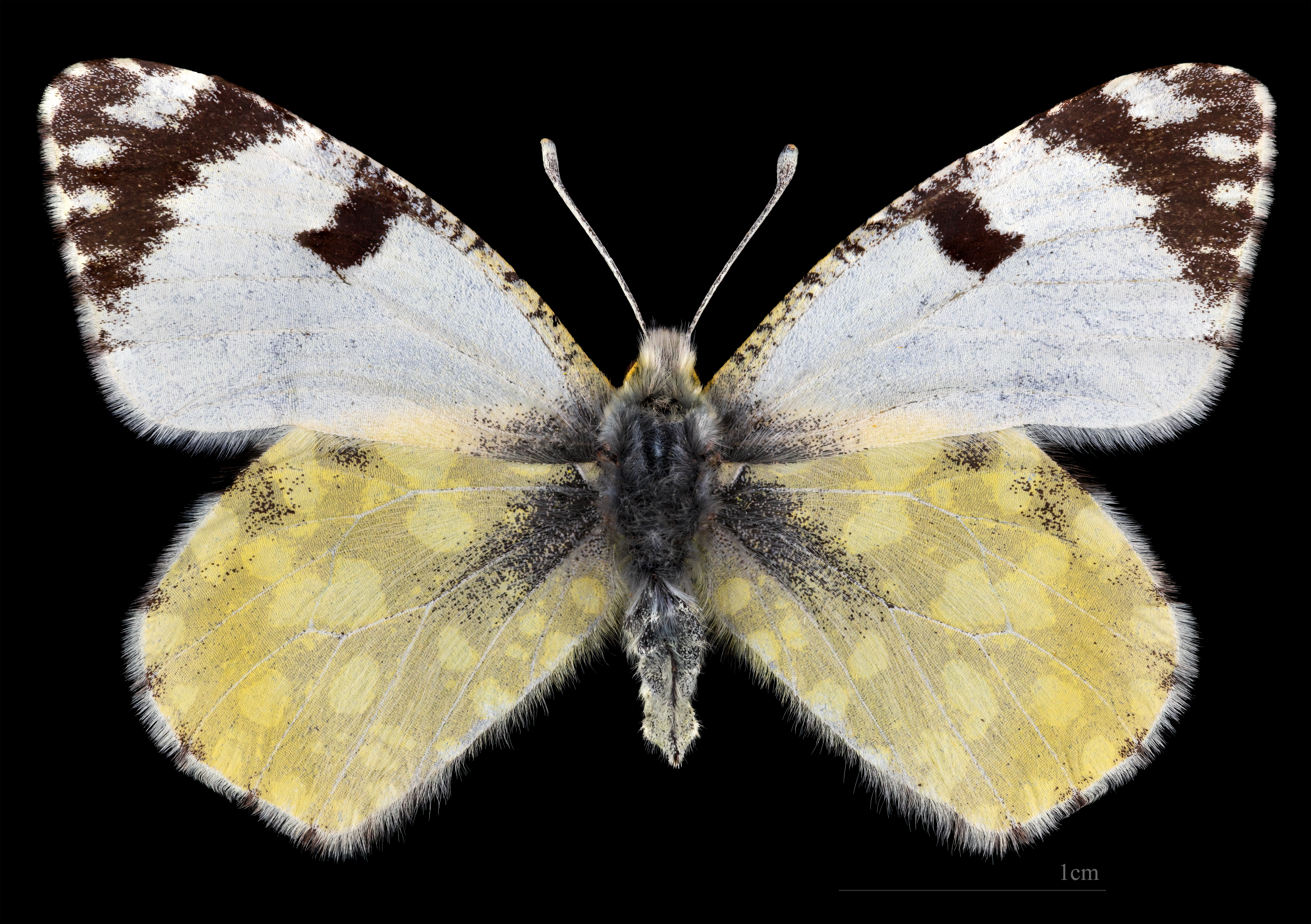
Euchloe crameri  ♀
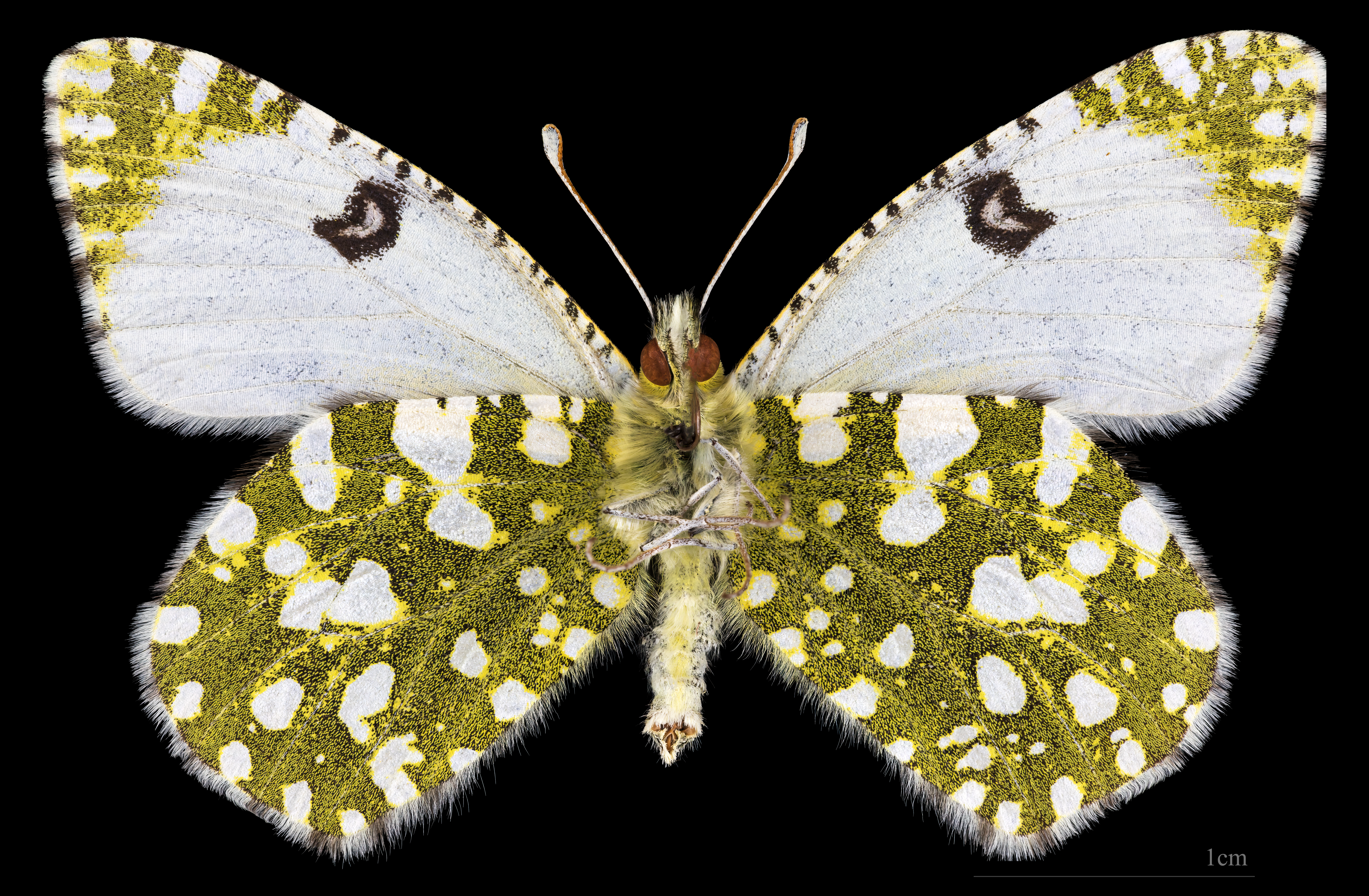
Euchloe crameri  ♀ △

## Periodo de vuelo
Bivoltina, se reproduce dos veces al año, con la primera puesta en febrero, y la segunda entre abril y mayo. 

## Distribución y hábitat
Ampliamente distribuida, desde el Noroeste de África, de 0-2400 metros, península ibérica, S y SE de Francia, N de Italia, Alpes Ligures hasta Bolonia, su distribución se solapa con la de la E. simplona en E Pirineos y SE de Francia.. En España y Portugal se da abundantemente en la península ibérica, especialmente en la zona Mediterránea. Es una especie muy adaptable y de carácter nómada, por lo que se la encuentra en todo tipo de hábitats, incluso en lugares muy elevados. En Sierra Nevada (España) se han observado incluso por encima de los 2500 m de altitud, aunque en estas poblaciones solo se da una reproducción anual, y su densidad es escasa. Los ejemplares de esta zona montañosa fueron descritos por Ribbe, en 1905, como una subespecie diferenciada, bajo el nombre de Euchloe alhambra, aunque se ha desestimado que existan diferencias que justifiquen tal presunción.
Gusta de zonas abiertas, cálidas y secas, y en tierras rurales, preferentemente cultivadas.

## Biología
La puesta se realiza sobre los brotes de diversas plantas, de forma individual, y la oruga apenas se alimenta de las hojas, efectuándose la fase de crisálida muy rápidamente. No todas las crisálidas evolucionan a individuos adultos, pues parte de las mismas hibernan, permaneciendo en ese estado, en ocasiones, hasta varios años; por ello, la segunda generación siempre es parcial. 
Sinapis arvensis, M. foleyi, s.alba, Biscutella spathulata Erucastrum naturiifolium.
Pone sus huevos en yemas florales.